# Цензура в Російській імперії

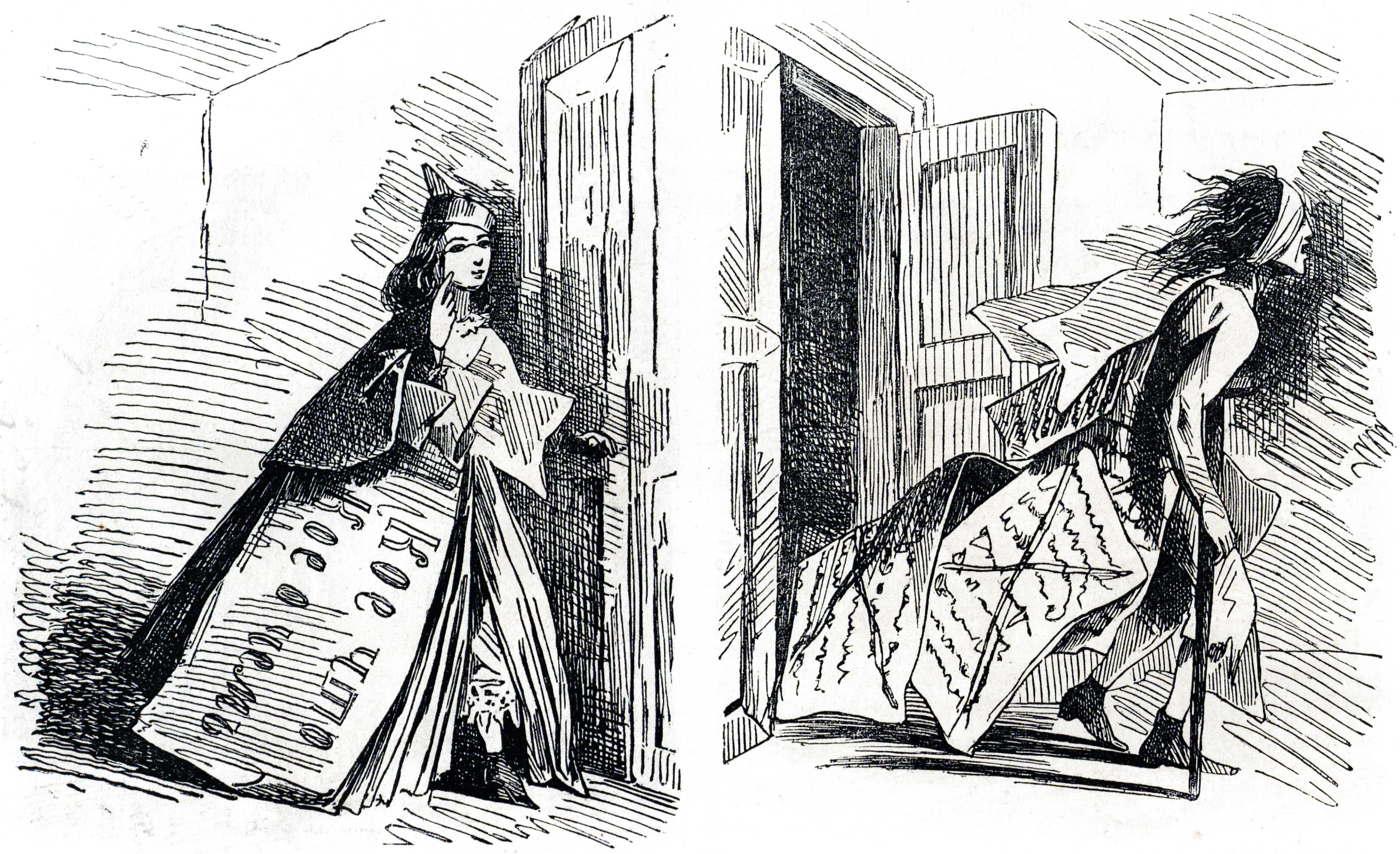
Карикатура на російську цензуру в журналі «Іскра» 1863 року.
Ліворуч: Стаття до перегляду цензурою.
Праворуч: Стаття процензурована.

Цензура в Російській імперії — контроль державних органів Російської імперії за змістом й розповсюдженням інформації, друкованої продукції, музичних і сценічних творів, творів образотворчого мистецтва, раннього кінематографа, у деяких випадках — також приватного листування, з метою обмеження або недопущення поширення ідей і відомостей, визнаних владою шкідливими, небажаними для неї або суспільства в цілому.

## Ранні прояви цензури
У 17 ст. книжна українська мова і правопис були занесені на терени Московської держави вихідцями з українських земель. Вплив української книжної мови, за свідченням сучасників, був відчутним, але, як виявилося, поверхневим. Більшість неосвіченого московського люду не відрізняла українську мову від польської, через що російські правителі, пам'ятаючи часи Смути в Московській державі, намагалися обмежити т. зв. польський (католицький) вплив на православний люд. Тому 1627 за обвинуваченням у «єресі» було спалено в Москві «Катехизис» Л.Зизанія та "Євангеліє учителное " К.Ставровецького-Транквіліона, заборонено ввозити до Московщини книги «литовського друку» (тобто українсько-білоруські).
З підпорядкуванням Київської православної митрополії московському патріархові 1685 його цензура стала відчутною й у Гетьманщині. 1689 московський патріарх Йоаким наказав надсилати йому новозладжені церковні книги на розгляд перед друком. 1690 Моск. собор не визнав твори П.Могили, І.Ґалятовського, Л.Барановича, А.Радивиловського, Єпіфанія (Славинецького) та ін.

## Посилення цензурного контролю
У 18 ст. цензурний контроль за книгами духовного змісту посилювався.
1720 російський цар Петро I «ради охрани правовѣрия и единства Восточной Православной Церкви» заборонив Найсвятішому Синоду друкувати церковні книги «несогласно с великороссийскими печатьми, дабы не могло в таких книгах никакой в Церкви Восточной противности пройзойти». Із 1721 за указом Петра I всі книжки з українських друкарень «исправления ради и согласия с великороссийскими» надсилалися в Синодальну контору.
Для нагляду за друкарнями було поставлено цензора — «протектора друкарень», обов'язком якого була перевірка українських книжок. З цією ж метою 1769 Найсвятіший Синод не тільки не дозволив випуск «малоросійських» (українських) букварів, але й вимагав вилучити раніше надруковані. Тогочасні букварі вважалися церковними книгами, а отже мали друкуватися виключно «благословением всего освященного собора», тобто єдиним російським церковним правописом.
Становлення світської цензури в Російській імперії, а отже й на більшості території України, відбувалося у 18 ст. Протягом 1-ї пол. 18 ст. цензуру світської друкованої продукції здійснювала Імператорська АН під нормативно-інструктивним керівництвом Сенату.
У 2-й половині18 ст. в Санкт-Петербурзі цензурні функції покладалися на Імператорську АН, у Москві — на Московський університет, у регіонах — на народні училища, а де їх не було, — на місцевих градоначальників. У 1790-х рр. події Французької революції 1789—1804 обумовили посилення цензурного контролю в Російській імперії та розбудову цензурного апарату: у містах С.-Петербург, Москва, Рига (нині столиця Латвії), Одеса, на Радзивіллівській митниці Подільського намісництва створювалися цензурні комісії у складі представника духовенства, делегованого Найсвятішим Синодом, ученого з Імператорської АН чи Московського університету та представника
Сенату.

## Перший цензурний статут
1804 в Росії імператор Олександр I схвалив перший цензурний статут, який заклав основу структури цензури в державі. Так, протягом 19 — поч. 20 ст. в Росії склалося два види цензури, які мали власну нормативно-правову базу та систему органів, — загальна (внутрішня та іноземна) та відомча (духовна, військова, театральна та ін.). Органи загальної внутрішньої цензури розглядали друковану та зображувальну продукцію, видану в межах імперії, органи загальної іноземної цензури — аналогічну закордонну.
Відомча цензура займалася контролем за друкованою та зображувальною продукцією специфічного (придворна, духовна, театральна, військова) чи вузькопрофільного характеру (медична).
Разом із цим у відомчій цензурі слід виділити підвиди:
1) профільна відомча цензура (її установи опікувалися виданнями «виключеними із компетенції загальної цензури»);
2) непрофільна відомча цензура (її установи готували підсумковий фаховий висновок за окремими аспектами, забезпечуючи «множинність спеціалізованого розгляду різними державними відомствами»).
Так, до першого підвиду відомчої цензури належать духовна цензура (компетенція виключно Найсвятішого Синоду та цензурних комітетів духовних академій), театральна (або драматична) цензура (здійснювалася цензорами драматичних творів при центральному цензурному органі; про кожну розглянуту цензурою п'єсу в журналі робився відповідний запис; якщо вона підлягала забороні, то її назва з іншими реквізитами вносилася до каталогу, який передавався губернаторам для контролю, — і жоден театр Російської імперії не мав права на її постановку);
до другого підвиду відомчої цензури належать підрозділи різних державних установ, які за поданням органів загальної цензури мали розглядати пропоновані до видання матеріали, вузькопрофільний та спеціалізований зміст яких був у компетенції окремих відомств (наприклад, питання медицини, фінансів, зовнішньополітичних відносин). У такому випадку процедура цензурування була багатоступеневою та передбачала як відомчий дозвіл на публікацію поданих матеріалів, так і розгляд й остаточне прийняття рішення органом загальної цензури щодо публікації цензурованих матеріалів.

## Структура органів загальної цензури
Структура органів загальної цензури та юридичні підвалини їхньої діяльності в 1-й пол. 19 ст. визначалися нормами другого (1826) та третього (1828) цензурних статутів. Загальне керівництво цензурою здійснювало Головне управління цензури Міністерства народної освіти Російської імперії.
Для розгляду іноземної друкованої продукції створювався Комітет цензури іноземної. До 1865 в Києві (із 1838) та Одесі (із 1831) працювали цензурні комітети.

## Структурні перебудови
Структурні перебудови та оптимізації устрою системи цензурних інституцій відбувалися на основі «Тимчасових правил про цензуру і друк 6 квітня 1865 р.», які набули чинності 1 вересня 1865: замість Головного управління цензури (перебувало з 1862 у подвійному підпорядкуванні — міністерства народної освіти та міністерства внутрішніх справ) новим центральним цензурним органом стало Головне управління у справах друку МВС Російської імперії, якому підпорядковувалися Комітет цензури іноземної та цензурні установи на місцях: комітети, окремі цензори та інспекції при канцеляріях губернаторів. Внутрішню цензуру в Києві та Одесі здійснювали окремі цензори з внутрішньої цензури; іноземну — київський окремий цензор з іноземної літератури та Одеський комітет цензури іноземної.
Протягом 1870—80-х рр. у Києві відбулося фактичне об'єднання внутрішньої та іноземної цензур в одній інституції — Канцелярії київського окремого цензора, до штату якої ввійшли окремий цензор по іноземній цензурі, окремий цензор по внутрішній цензурі, позаштатний співробітник по цензурі єврейських видань і два діловоди. У зв'язку зі збільшенням об'ємів роботи 1886 було відкрито Канцелярію харківського окремого цензора, 1903 — Канцелярію катеринославського окремого цензора.
До жовтня 1905 в Рос. імперії діяла попередня цензура. Цензурна реформа 1865 замінювала попередню цензуру на каральну тільки для столичних періодичних видань, а тому суттєво не вплинула на здійснення цензури на місцях (у регіонах від попередньої цензури звільнялися лише державні, університетські видання та видання творів стародавньої класичної літератури).
Протягом 1905—06 було повністю скасовано попередню цензуру (замінено на каральну) для періодичних та неперіодичних видань Рос. імперії, однак збережено попередню цензуру для закордонної друкованої продукції.
Цензурні комітети перетворено на комітети у справах друку (С.-Петербург, Москва, Варшава, Тіфліс; нині м. Тбілісі, Грузія), у містах Київ (1906), Казань (нині столиця Татарстану, РФ; 1907), Одеса (1909), Рига (1915) замість канцелярій окремих цензорів було створено тимчасові комітети у справах друку, в решті міст (у тому числі в Харкові та Катеринославі; нині м. Дніпро) окремі цензори перейменовувалися на інспекторів у справах друку.
У 1-й половині 19 ст. основна увага цензорів в українських губерніях зосереджувалася на розгляді іноземної, наукової
літератури, виданнях єврейською мовою та контролі за видавничою діяльністю Тимчасової комісії для розбору давніх актів при київському військовому, подільському і волинському генерал-губернаторові (див. Київська археографічна комісія). Починаючи з 1860-х рр., цензурні органи забороняли до видання рукописи букварів українською мовою (причиною заборони називалася відсутність потреби їхнього використання в навчальному процесі), мовознавчі та історичні праці (незалежно від мови написання), в яких доводилася окремішність українства. У липні 1863 до Канцелярії київського окремого цензора надійшло розпорядження міністра внутрішніх справ Російської імперії Валуєва № 364 від 18 липня 1863. Після цього в діловодстві цензурних органів підросійської України відсутня будь-яка інформація щодо дозволів на видання україномовних рукописів. Лише через 5 років цензурні органи знову почали приймати до розгляду україномовні рукописи.
Починаючи з 1877, цензурні органи Наддніпрянської України взяли за керівництво у своїй діяльності Емський акт 1876, згідно з яким вони мали переадресовувати україномовні рукописи до спеціально створеного відділу в Головному управлінні у справах друку МВС Російської імперії. Більшість з поданих рукописів, як засвідчують архівні джерела, отримували цензурні дозволи на видання. На практиці не виконувалися й вимоги циркулярів за 1889 та 1892 про негайну та беззаперечну заборону україномовних рукописів, надрукованих українським фонетичним правописом. Лояльність цензорів виявлялась у відсутності категоричності при прийнятті рішення щодо цих видань та рекомендаціях змінити правопис видання на загальноприйнятий. Документи та журнали реєстрації рукописів київського окремого цензора (які зберігаються в архівах) дають підстави твердити, що попри відносно невелику кількість україномовних книжок, що подавалися на розгляд, більшість із них проходили цензурну процедуру й отримували можливість потрапляти як на полиці книжкових крамниць, так і до книжкових каталогів. Такий стан речей обумовлювався тим, що, незважаючи на суворість норм цензурного законодавства щодо українського книговидання, повсякденна діяльність цензорів відзначалася деякою м'якістю та лояльною поблажливістю (можливо і не завжди безкорисливою).
У роки революції 1905—1907 місц. цензурні органи з об'єктивних причин утратили контроль над інформаційним простором (т. зв. період стихійної безцензурності). Однак, починаючи із 1907, поступово ситуація була взята під контроль. Під час «столипінської реакції» цензура характеризувалася плановістю заходів, спрямованих на знищення опозиційної преси, охорону суспільної моралі, вилучення літератури, безконтрольно виданої в революційні роки. Продовжував існувати жорсткий контроль над зарубіжною літературою, і особливо україномовною. Приблизно до 40—50 % найменувань такої друкованої продукції застосовувались обмежувальні санкції (заборона до розповсюдження, істотні обмеження в продажі та розповсюдженні, допущення лише у спецсховища бібліотек тощо). Поряд із боротьбою проти деструктивних для самодержавства соціалдемократичних, національно-визвольних, революційних видань значно було посилено роботу відповідних органів по контролю за газетними оголошеннями, літературою медичного, еротично-порнографічного змісту. Цілим комплексом заходів було обмежене поширення псевдомедичної літератури, брошур із народної медицини, самолікування замовляннями, рецептами самостійного приготування певних ліків.

## У роки Першої світової війни
У роки Першої світової війни органи загальної цензури в українських губерніях змушені були поступитися монополією на охорону інформаційного простору органам військової цензури, організація й функціонування яких регламентувалися «Тимчасовим положенням про військову цензуру від 20 липня 1914 р.», "Переліками відомостей та зображувальної інформації стосовно зовнішньої безпеки Росії та її військово-морської оборони, забороненої до розголошення інформаційними засобами або у виступах, або у доповідях, що проголошуються публічно " (редакції від 26 липня 1914 та від 29 липня 1915). Система військово-цензурних інституцій в українських губерніях складалася з фронтових, прифронтових і тилових органів. На більшості території підросійської України військову цензуру здійснювали військово-цензурний відділ при
штабі Київського військового округу, військово-цензурна комісія при штабі Одеського військового округу та підконтрольні їм військово-цензурні пункти. Їхня мережа охоплювала всі великі населені пункти та основні місця дислокації армійських частин, транспортні та телеграфно-телефонні вузли.
На окупованих територіях Західної України військово-цензурні функції були покладені на військово-цензурні відділи штабів армій Південно-Західного фронту (загальне керівництво здійснював військово-цензурний відділ штабу головнокомандувача Південно-Західного фронту) та військово-цензурний відділ окупаційного генерал-губернаторства (серпень 1914 — червень 1915 — «Тимчасове військове генерал-губернаторство Галичини»; липень 1916 — лютий 1917 — «Генерал-губернаторство областей Австро-Угорщини, зайнятих по праву війни»; див. Галицьке генерал-губернаторство). Органи військової цензури здійснювали попереднє цензурування друкованих видань, перлюстрацію приватної кореспонденції, контроль за змістом публічних лекцій, промов, театралізованих постановок та кінематографічних показів.
Загалом протягом липня 1914 — лютого 1917 на території українських губерній Рос. імперії було встановлено суворий військовоцензурний режим, зумовлений не тільки наближеністю лінії фронту, але й політичними, соціальноекономічними наслідками війни, загальною стратегією урядової політики в інформаційній сфері. Органи військової цензури, стрімко розширивши свої повноваження, встановили контроль за інформацією загальнополітичного, військового та соціально-економічного змісту, долучилися до реалізації антиукраїнської політики.
27 квітня 1917 Тимчасовий уряд постановами «О печати», «Об учреждениях по делам печати», «О надзоре за публичными зрелищами» скасував загальну цензуру та ліквідував систему відповідних органів, замість них було утворено Книжкову палату, Бюро для складення огляду преси, покликані реєструвати нові періодичні видання, друкарні, стежити за надходженням щойно видрукуваної продукції до бібліотек та інших наукових, освітніх установ, здійснювати спостереження за друкованою продукцією, що видавалася в країні або надходила з-за кордону.
Органи військової цензури на основі дещо зміненої юридичної бази продовжили свою малоефективну, повністю розбалансовану діяльність фактично до листопада 1917.